# Dormettingen
 Dormettingen  es una localidad del Distrito de Zollernalb en Alemania en plena Selva Negra.